# エムティーアイ
株式会社エムティーアイ (英: MTI Ltd.) は、東京都新宿区に本社を置き、スマートフォン向けのコンテンツ事業およびヘルスケア事業を行う日本の企業である。

## 概要
music.jpやルナルナなどのコンテンツを運営している企業である。また、電子母子手帳「母子モ」は、自治体からの受注件数を拡大しており、神奈川県ではヘルスケアICTモデル事業に採用された。

## 沿革
- 1996年（平成8年）8月 - 創業者・前多俊宏により移動体通信機器の販売及びデータ通信サービス会社として株式会社エムティーアイ設立。
- 1997年（平成9年）10月 - 音声情報コンテンツサービスの提供を開始。気象情報サイト「お天気予報」 サービス開始。
- 1998年（平成10年）12月 - データ情報コンテンツサービスの提供を開始。
- 1999年（平成11年）
  - 10月 - 株式を日本証券業協会に店頭売買有価証券として登録。
  - 12月 - 地図ガイド情報サイト「マップルガイド」 サービス開始。
- 2000年（平成12年）
  - 3月 - 株式会社ミュージック・シーオー・ジェーピー（後のミュージック・ドット・ジェーピー）を子会社化。
  - 4月 - 道路交通情報サイトのサービス開始。
  - 8月 - 着メロサイト「メロディーパーク」 サービス開始。
  - 9月 - カード・コール・サービス株式会社（現・GMOペイメントゲートウェイ）を子会社化。
  - 11月 - 女性の健康情報サイト「ルーナ（現・ルナルナ）」 サービス開始。
- 2001年（平成13年）3月 - 株式会社テレコムシステムインターナショナルを株式交換で完全子会社化。
- 2003年（平成15年）
  - 3月 - 株式会社テレコムシステム東京の商号を株式会社サイクルヒット（後の株式会社CH）に変更。
  - 7月 - 有限会社テレコムシステムセンターを増資、商号を株式会社ITSUMOに変更。
  - 10月 - 株式会社テラモバイルをミュージック・シーオー・ジェーピーの子会社として設立。
- 2004年（平成16年）
  - 2月 - ミュージック・シーオー・ジェーピーがEZweb向けの電子書籍配信サービス「どこでも読書」サービスを開始。
  - 3月 -
    - ミュージック・シーオー・ジェーピーを株式交換により完全子会社化。
    - ミュージック・シーオー・ジェーピー、着うたサイト「music.jp」 サービス開始。

  - 9月 - 株式会社カードコマースサービス（現・GMOペイメントゲートウェイ）の株式を株式交換により譲渡。
  - 11月 - ミュージック・シーオー・ジェーピー、着うたフルサイト「music.jp」 サービス開始。
  - 12月 - ジャスダック市場に上場（証券コードは9438）。
- 2005年（平成17年）
  - 1月 - 本社を東京都新宿区西新宿3丁目20番2号に移転。
  - 1月 - ミュージック・ドット・ジェイピーのデジタル出版事業部門を会社分割し、株式会社モバイルブック・ジェーピーを設立[2]。
  - 3月 - テラモバイルの着信メロディ事業を会社分割により承継。
  - 12月 - 株式会社コミックジェイピーを設立。
- 2006年（平成18年）
  - 1月 - 株式会社ミュージック・ドット・ジェーピーを合併。
  - 7月 - 会社分割により携帯電話販売事業部門を分社化し（アルファテレコム株式会社）、株式を譲渡。
  - 9月 - コミックジェイピーが、iモード向け電子コミック配信サイト「comic.jp」をオープン[3]。
  - 10月 - 株式会社ココデスを合併。
  - 11月 - 連結子会社の株式会社ITSUMO（後の株式会社TM）の医療保険販売事業を会社分割、同時に孫会社である株式会社ITSUMOインターナショナル（後の株式会社ITSUMO）の株式譲渡。
- 2007年（平成19年）
  - 1月 - 連結子会社の株式会社テレコムシステムインターナショナルを合併。
  - 6月 - 連結子会社の株式会社TMを合併。
- 2008年（平成20年）
  - 11月 - 株式会社ピコソフトを合併。
  - 12月 - 持分法適用関連会社の株式会社ムーバイルを子会社化した上で解散および特別清算[4]。
- 2009年（平成21年）2月 - 連結子会社の株式会社コミックジェイピーを合併。
- 2010年（平成22年）
  - 4月 - ジャスダック証券取引所と大阪証券取引所の合併に伴い、大阪証券取引所（JASDAQ市場）に株式を上場。
  - 6月 - 上海海隆宜通信息技術有限公司を設立。
  - 10月 - 大阪証券取引所ヘラクレス市場、同取引所JASDAQ市場および同取引所NEO市場の各市場の統合に伴い、大阪証券取引所JASDAQ（スタンダード）に株式を上場。
  - 10月 - 株式会社リッスンジャパンを子会社化[5]。
  - 11月 - Jibe Mobile株式会社（現・Automagi）の第三者割当増資を引き受け、同社を子会社化[6]。
  - 12月 - 24時間回答の健康Q&Aサイト「カラダメディカ」開始。
- 2011年（平成23年）4月 - 電子書籍サイト「yomel.jp」サービス開始。
- 2012年（平成24年）4月 - 株式会社マイトラックスを子会社化[7]。
- 2013年（平成25年）
  - 5月 - 株式会社ビデオマーケットを持分法適用関連会社化。
  - 7月 - 東京証券取引所と大阪証券取引所との現物市場統合に伴い、東京証券取引所JASDAQ（スタンダード）市場に上場
  - 9月 - 株式会社エバージーンを設立。
  - 11月 - 株式会社ソニックノートを設立。
- 2014年（平成26年）
  - 2月 - ユニバーサルミュージックとの共同出資により株式会社ZERO-Aを設立。
  - 9月 -
    - ソーシャルアプリ決済サービス株式会社を連結子会社化[8]。
    - 「music.jp」が、電子書籍の配信を開始。
- 2015年（平成27年）
  - 3月 -
    - 「music.jp」が、音楽・動画・書籍配信の総合ストアに拡大
    - 東京証券取引所市場第一部に市場変更。

  - 4月 -
    - クライム・ファクトリー株式会社を連結子会社化。
    - 株式会社ファルモを連結子会社化。

  - 7月 -
    - 株式会社カラダメディカ及び株式会社LHRサービス（後の株式会社エムティーアイヘルスケアラボ）を設立。
    - 連結子会社であるソーシャルアプリ決済サービスを吸収合併[9]。

  - 11月 - 株式会社スタージェンおよび株式会社スマートメドを持分法適用関連会社化
- 2016年（平成28年）
  - 9月 - MYTRAX VIETNAM Co., LTD（現・MTI TECHNOLOGY Co., Ltd）を設立。
  - 12月 - 株式会社Authlete Japan（現・Authlete）を持分法適用関連会社化。
- 2017年（平成29年）
  - 3月 - 株式会社ビデオマーケットを連結子会社化。
  - 3月 - 株式会社マイトラックスを吸収合併。
  - 8月 - MTI FINTECH LAB LTDを株式取得および第三者割当増資引受けにより連結子会社化。
  - 10月 - クライム・ファクトリー株式会社を吸収合併。
- 2018年（平成30年）
  - 3月 - 株式会社クリプラを連結子会社化。
  - 7月 - クラウドキャスト株式会社を持分法適用関連会社化。
  - 8月 - クラウド薬歴システムの株式会社ソラミチシステムを設立。
  - 11月 - 株式会社カラダメディカにメディパルホールディングスが出資（34.4%）。
- 2019年（令和元年）
  - 6月 - 株式会社昭文社を持分法適用関連会社化。
  - 9月 - 連結子会社のMshift,Inc.の全株式を譲渡。
  - 10月 -
    - テラモバイルが株式会社メディアーノ、株式会社i-see,、株式会社ココマミーを吸収合併し、株式会社メディアーノへ社名変更。
    - 株式会社ポケット・クエリーズを持分法適用関連会社化。

  - 11月 - 遠隔画像診断サービスの株式会社エムネスを持分法適用関連会社化。
- 2020年（令和2年）
  - 2月 - 株式会社TSUTAYAが運営する音楽配信事業「ミュージコ」を譲受[10]。
  - 2月 - クラウドキャスト株式会社を連結子会社化。
- 2021年（令和3年）
  - 5月 - 株式会社メディアーノが株式会社AMを吸収合併。
  - 7月 -
    - ヘルスケア事業領域に係る中間持株会社として株式会社エムティーアイ・ヘルスケア・ホールディングスを設立。
    - 婦人科・産婦人科向け診療サポート『ルナルナメディコ』関連事業を、完全子会社である株式会社ルナルナメディコに譲渡。

  - 9月 -
    - 株式会社ソニックノート、株式会社フィル、株式会社エバージーンを吸収合併。
    - 株式会社メディアーノ（旧社）のM&A事業、並びにコンテンツ事業を会社分割し株式会社メディアーノ（新社）を設立。株式会社メディアーノ（旧社）をメディアーノ株式会社へ社名変更。
    - メディアーノ株式会社を吸収合併。

  - 10月 - 母子手帳アプリ『母子モ』関連事業を、完全子会社である母子モ株式会社に譲渡。
  - 12月 - AI関連サービスのAI Infinity株式会社の株式を追加取得し連結子会社化[11]。
- 2022年（令和4年）
  - 3月 - 調剤薬局向けレセプトコンピュータ事業の株式会社イーグルを設立。
  - 10月 - 連結子会社である母子モ株式会社の株式を、当社の連結子会社である株式会社エムティーアイ・ヘルスケア・ホールディングスに一部売却し譲渡。
- 2023年（令和5年）
  - 3月 - 連結子会社であるAI Infinity株式会社が、東京地方裁判所に破産手続き開始[12]
  - 8月 - 連結子会社であるクラウドキャスト株式会社の全株式を譲渡
- 2024年（令和6年）
  - 9月 - 完全子会社である株式会社MGSHD、SPSHD株式会社および株式会社MT-Appを吸収合併[13]

## 個人向けサービス

### ヘルスケア系サービス
- ルナルナ
- ルナルナオンライン診療
- 母子モ - 母子の健康データを簡単に記録・管理できる電子母子手帳サービス
- CARADA
- CARADA健診サポート
- CARADAお薬手帳
- ルナルナ体温ノート
- ルナルナベビー
- ルナルナスポーツ
- CARADAオンライン診療
- Atleta(アトレータ）
- DearGene スターターキット
- CARADA健康相談

### 音楽・動画・電子書籍系サービス
- music.jp ‐ 音楽、動画、電子書籍を配信する。エムティーアイの中核コンテンツの一つ。
- music.jp音楽プレイヤー
- music.jp動画プレイヤー
- music.jp着信音
- コミック.jp
- yomel.jp
- 企業公認！ミニCookシリーズレシピ
- PhotoBookCafe
- 辞書と旅会話
- 昭文社マルチ辞典プラス
- 昭文社辞典 for webベーシック
- 世界の指さしフレーズ

### 生活情報系サービス
- 乗換MAPナビ
- ライフレンジャー
- ライフレンジャーナビ
- ライフレンジャー天気
- 3D雨雲ウォッチ
- ことりっぷweb
- まっぷるガイド
- Newsdas
- eサラダ
- &Pay - 口座直結型QRコード決済サービス
- mopita - スマートフォン向け会員認証・決済プラットフォーム

### エンタメ系サービス
- music.jpオンラインサロン
- entag!PARTY
- パズるん
- デコとも★DX
- デコとも★ミニデコDX
- デコとも★えもじDX
- 電話とメール鑑定のウラナ
- 電話とライブ鑑定のカミール
- 無料占いポータルサイト占いの泉
- 日本屈指の占い師“銀座の母”の占い
- 橋本京明“ラスト陰陽師”
- 紫月香帆
- ジーニー☆月の癒し
- ジョナサン・ケイナー★占星術
- スマート占いDX
- 今日の運勢DX for スゴ得

## 法人・官公庁向けサービス

### 法人向けサービス
- ARVI
- &Pay - 口座直結型QRコード決済サービス
- ルナルナオンライン診療
- 企業向けCARADAパック
- 薬局向けCARADAパック
- CARADA健診サポートパック
- 健保向けCARADAパック
- CARADAオンライン診療
- CARADA電子薬歴Solamichi - 薬剤師と患者をつなぐクラウド電子薬歴システム
- Atleta(アトレータ）
- モバイルコンバート
- MovieDrip
- eサラダ
- FEEDER

### 官公庁向けサービス
- 母子モ - 母子の健康データを簡単に記録・管理できる電子母子手帳サービス

## 撤退・売却した事業

### 携帯電話販売事業
ボーダフォンショップ（現・ソフトバンクモバイルショップ）を運営する子会社・株式会社テレコムシステムインターナショナルを株式会社アルファインターナショナルへ売却。

### リサイクル家電買取販売事業
子会社・株式会社サイクルヒットを株式会社浜屋の子会社へ売却。

### 生命保険代理店事業
かつてのテレマーケティング事業部である株式会社ITSUMOをアフラック・インターナショナル・インコーポレーテッドへ売却。

## 主要関連会社

### 連結子会社
- 株式会社ビデオマーケット - 動画配信サービス「videomarket（ビデオマーケット）」の提供
- 株式会社メディアーノ - M&A事業。ブログサービス「JUGEM」（2021年4月1日付でGMOペパボより譲受[14]）、音楽配信サービス「ミュージコ」（2020年2月付で株式会社TSUTAYAより譲受）、電子書籍サービス「ラクラクコミック」（2018年10月1日付で楽天より譲受）、天気予報アプリ「おしゃれ天気」、体重管理アプリ「RecStyle」アラームアプリ「あさとけい」（2017年6月27日付でリクルートホールディングスより譲受）、ゲーム紹介メディア「LookApp」（2022年3月1日付でセレスより譲受）の提供
  - 株式会社オリミュウ - 音楽配信サイト「オリミュウストア」、電子書籍サイト「よむるん」（2024年11月1日付で株式会社oricon MEより譲受）の提供
  - ローカルフォース株式会社
- 株式会社ライズシステム - コンテンツ配信事業
- MTI TECHNOLOGY Co.,Ltd.
- MTI FINTECH LAB LTD
- 株式会社イーグル - 調剤薬局向けシステムの 企画・開発等
- 株式会社エムティーアイ・コンサルティング
- 株式会社ルナルナメディコ - 病院向け女性ヘルスケア サービス事業
- グランセキュノロジー株式会社 - サイバーセキュリティサービス の企画・開発・販売等
- 株式会社クリプラ（86.65％） - 病院（クリニック）向けクラウド電子カルテ事業
- モチベーションワークス株式会社 - 学校DX事業
- 株式会社ファルモ（66.18％） - 調剤薬局向けICTソリューション（電子お薬手帳、クラウド型ピッキングアプリ等）の提供
- 株式会社エムティーアイ・ヘルスケア・ホールディングス（65.65%）
  - 株式会社カラダメディカ - 医師とのQ&Aサービス「カラダメディカ」の提供、病院（クリニック）向けオンライン診療サービス事業、調剤薬局向け服薬指導サービス事業
    - 株式会社LIFEM - 法人向けサービス『ルナルナオフィス』（femtech関連サービス）の提供

  - 株式会社ソラミチシステム - 調剤薬局向けクラウド薬歴事業
  - 母子モ株式会社 - 自治体向け子育てDXサービス事業
- Automagi株式会社（64.57%）
- 株式会社ミュージック・ドット・ジェイピー
- 株式会社コミックジェイピー
- 株式会社ムーバイル

### 持分法適用関連会社
- 上海海隆宜通信息技術有限公司
- 株式会社Authlete
- 株式会社昭文社ホールディングス
- 株式会社スタージェン
- 株式会社ポケット・クエリーズ
- 株式会社スマートメド

## 国内営業所
- 北海道営業所（札幌市）
- 東北営業所（仙台市）
- 東海営業所（名古屋市）
- 北陸営業所（金沢市）
- 関西営業所（大阪市）
- 中国営業所（広島市）
- 四国営業所（高松市）
- 九州営業所（福岡市）

## 商標権を巡る裁判
2006年（平成18年）3月、角川ホールディングスが所持する「スゴメロ」の商標権について、エムティーアイが使用するドメイン (sugomelo.com) が、商標権侵害に該当するとして、角川ホールディングスが提訴した。
2007年（平成19年）9月20日付で、エムティーアイが角川グループホールディングスに対し、1億円の和解金を支払う内容で和解が成立した。